# Майстренко, Игорь Анатольевич
Игорь Анатольевич Майстренко (бел. Ігар Анатольевіч Майстрэнка; 21 ноября 1959, Минск, БССР, СССР) — белорусский советский гребец (академическая гребля), бронзовый призёр Олимпийских игр 1980 года и золотой призёр Чемпионата мира 1981 года в восьмёрках распашных с рулевым.
Тренировался у Л. И. Каневского.
Заслуженный мастер спорта СССР (1981).